# Сайбаг
Район Сайба́г (кит. упр. 沙依巴克区, пиньинь Shāyībākè qū, уйг. سايباغ رايونى‎, Сайбағ райони) — район городского подчинения городского округа Урумчи Синьцзян-Уйгурского автономного района КНР.

## Этимология
Название района в переводе с уйгурского означает «сад в высохшем русле реки». В реальном произношении в абсолютном конце слов уйгурский звонкий увулярный ғ оглушается. Отсюда альтернативное, встречающееся в интернете написание Сайбах.

## История
Во времена империи Цин здесь сначала находился Старый маньчжурский город, затем эта территория стала Центральным районом уезда Дихуа. В 1944 году она вошла в состав Урумчи, став районом № 4. В 1949 году было произведено изменение административного деления, Урумчи стал делиться на 7 районов, и данный район стал районом № 6. В 1956 году шесть районов были слиты в три, и данный район стал районом № 3. В 1957 году он получил современное название. В 1960 году из района Сайбаг был выделен район Синьши.

## Административное деление
Район Сайбаг делится на 16 уличных комитетов.

## Достопримечательности
- Музей Синьцзян-Уйгурского автономного района